# Ян Берзин
Ян Карлович Берзин (Старика) (на руски: Ян Карлович Берзин; на латвийски: Jānis Bērziņš), рождено име Петерис Янович Кюзис (на латвийски: Pēteris Ķuzis) е съветски военен деец. Един от създателите на съветското военно разузнаване.

## Биография
Ян Берзин е роден на 13 ноември 1889 г. в хутора Клигене, Лифландска губерния, в латвийско семейство.
Член на РСДРП от 1905 г. Участва в Революцията в Русия (1905 – 1907). За тази си дейност е осъден на 8 години каторга. Поради непълнолетие срока е намален на 2 години. През 1911 г. е заточен в Иркутска губерния. Успява да избяга през 1914 г.
Мобилизиран по време на Първата световна война.
Работи като шлосер в Петроград. Участва във Февруарската революция (1917).
По време на Октомврийската революция е редактор на латишки вестник. Член на Петроградския комитет на ВКП (б). В края на 1917 г. постъпва в апарата на ВЧК. Работи като заместник-комисар на вътрешните работи на Латвийската съветска република (1919 – 1920).
Преминава в Разузнавателното управление на РККА от края на 1920 г. Началник на IV управление на военното разузнаване. Създава системата на военното разузнаване на СССР. В сътрудничество с Христо Боев изгражда резидентура в България. Сред успехите му е вербуването и оперативното ръководство на Рихард Зорге. Напуска длъжността след „Копенхагския провал“ през 1935 г.
Заместник на командващия на Далекоизточната армия. (1935 – 1936). През 1937 г. отново е началник на IV управление на военното разузнаване. Главен съветник на Републиканската армия в Испанската гражданска война (1936 – 1937). Военно звание армейски комисар II ранг.
След завръщането от Испания е арестуван по време на сталинските репресии. Осъден на смърт от Военната колегия на Върховния съд по обвинение в „троцкистка антисъветска дейност“. Разстрелян на 29 юли 1938 г. на полигона „Комунарка“.
На 28 юли 1956 г. е реабилитиран посмъртно.
Награждаван е с Орден „Ленин“ и Орден „Червено знаме“ (два пъти).
|  | Тази страница частично или изцяло представлява превод на страницата „Берзин, Ян Карлович“ в Уикипедия на руски. Оригиналният текст, както и този превод, са защитени от Лиценза „Криейтив Комънс – Признание – Споделяне на споделеното“, а за съдържание, създадено преди юни 2009 година – от Лиценза за свободна документация на ГНУ. Прегледайте историята на редакциите на оригиналната страница, както и на преводната страница, за да видите списъка на съавторите. ВАЖНО: Този шаблон се отнася единствено до авторските права върху съдържанието на статията. Добавянето му не отменя изискването да се посочват конкретни източници на твърденията, които да бъдат благонадеждни. |